# Cinzia Zehnder
Cinzia Zehnder (* 4. August 1997 in Zürich) ist eine ehemalige Schweizer Fussballspielerin. Sie spielte zuletzt in der 2. Mannschaft des FC Bayern München und für die Schweizer Nationalmannschaft. In den Saisons 2015/16 und 2016/17 gehörte sie dem Kader des SC Freiburg an.

## Karriere

### Vereine
Zehnder spielte in ihrer Jugend für den FC Wil und den FC Kirchberg. Im Sommer 2012 wurde sie vom amtierenden Schweizer Meister FC Zürich Frauen verpflichtet, mit dem sie in der Folge drei Meistertitel in der Nationalliga A gewann, sowie in den Jahren 2013 und 2015 den Schweizer Pokalwettbewerb. In der Saison 2014/15 kam sie erstmals in der UEFA Women’s Champions League zum Einsatz und erreichte mit ihrer Mannschaft das Achtelfinale. Nach dem 2:1-Sieg im Heimspiel gegen den Glasgow City LFC wurde das Rückspiel jedoch mit 2:4 verloren, wobei sie den 1:0-Führungstreffer erzielte. Im Sommer 2015 wechselte sie zum deutschen Bundesligisten SC Freiburg. Zur Saison 2017/18 kehrte sie nach Zürich zurück, um gleichzeitig ein Medizinstudium an der Universität beginnen zu können. Da sie ihr viertes Studienjahr an der Ludwig-Maximilians-Universität in München absolvierte, schloss sie sich im Sommer 2020 der Zweiten Mannschaft des FC Bayern München an. Ihr Pflichtspieldebüt gab sie am 11. Oktober 2020 (2. Spieltag) bei der 1:3-Niederlage im Heimspiel gegen den 1. FC Köln. Sie spielte dabei von Beginn an. Da es in der ersten Mannschaft viele verletzungsbedingte Ausfälle gab, wurde Zehnder vorübergehend ins Kader aufgenommen. Am 16. Dezember 2020 kam sie im Sechzehntelfinal-Rückspiel der UEFA Women’s Champions League beim 3:0-Sieg über Ajax Amsterdam zu einem Teileinsatz. Sie wurde in der 72. Minute für Sydney Lohmann eingewechselt. Nach dem einen Jahr beim FC Bayern entschied sich Zehnder, eine Pause vom Fussball einzulegen, um sich ganz auf ihr Medizinstudium zu konzentrieren. Im Juli 2022 sagte sie in einem Interview mit dem St. Galler Tagblatt, dass sie nicht mehr in den Spitzensport zurückkehren werde.

### Nationalmannschaft
Am 3. September 2013 gab sie ihr Debüt in der Schweizer U-19-Nationalmannschaft, für die sie insgesamt 14 Länderspiele bestritt und fünf Tore erzielte.
Am 19. Juni 2014 wurde sie beim WM-Qualifikationsspiel gegen Serbien in der 55. Minute zu ihrem ersten Länderspiel in der Schweizer A-Nationalmannschaft eingewechselt, die sich kurz zuvor erstmals für die WM-Endrunde in Kanada qualifiziert hatte. Zu weiteren Einwechslungen kam sie beim Algarve-Cup 2015, an dem die Schweiz erstmals teilnahm. Im Mai 2015 wurde die 17-jährige als jüngste Spielerin der Schweiz für den WM-Kader nominiert. In den Spielen gegen Titelverteidiger Japan und Ecuador wurde sie jeweils eingewechselt. Es folgten Einsätze in der Qualifikation für die Olympischen Spiele 2016, der erfolgreich abgeschlossenen Qualifikation für die EM 2017 und beim gewonnenen Zypern-Cup 2017. Auch bei der ersten EM-Teilnahme der Schweizerinnen wurde sie in zwei Spielen eingesetzt, schied aber mit ihrer Mannschaft nach der Gruppenphase aus. Es folgten Einsätze in der Qualifikation für die WM 2019 und beim Zypern-Cup 2018. Nachdem sie 2019 kein Länderspiel bestritten hatte, wurde sie im ersten Spiel des Jahres 2020, einem 2:2 gegen Malta, wieder eingesetzt. Ihr letztes Spiel im Nationaldress bestritt sie am 27. Oktober 2020. Beim 2:0-Sieg im EM-Qualifikationsspiel gegen Rumänien wurde sie in der 79. Minute eingewechselt.

## Erfolge
- Schweizer Meister 2013, 2014, 2015, 2018, 2019
- Schweizer Pokalsieger 2013, 2015, 2018, 2019
- Zypern-Cup-Sieger 2017